# Worst - La legge del più forte
Worst - La legge del più forte (ワースト?, Wōsuto) è un manga scritto e disegnato da Hiroshi Takahashi. Venne pubblicato in Giappone da Akita Shoten dal 2002 al 2013 mentre Italia è stato pubblicato da Panini Comics sotto l'etichetta Planet Manga dal 2005 al 2014.

## Trama
Hana Tsukishima è un ragazzo di campagna, dai modi un po' rozzi ma dal cuore d'oro. Arrivato a Tokyo per frequentare le scuole superiori si rende immediatamente conto che l'istituto che dovrà frequentare, il terribile Suzuran, assomiglia ad una giungla: più che i professori bisogna temere gli studenti, in particolare quelli delle classi superiori, tutti organizzati in bande più o meno agguerrite. Nel pensionato in cui alloggia, casa Umehoshi, fa la conoscenza di altri ragazzi come lui - Renji Muto, Takumi Fujishiro, Toranosuke Tominaga e Takefumi Sakota - con i quali stringe un forte rapporto di amicizia, tanto da sentirsi a casa. Peccato che lo stesso clima conviviale non alberghi al Suzuran, dove Hana deve dimostrare di essere all'altezza della "guerra dei primini" che stabilirà chi è la matricola più forte dell'istituto.

## Personaggi principali

### Famiglia Umehoshi
- Masashi Umehoshi - Il padrone di casa dove alloggiano Hana e gli altri. Ogni volta che Tora cerca di chiedergli che lavoro fa viene zittito da uno sguardo truce. Sembra uno yakuza.
- Yasushi Umehoshi - Fratello minore di Masashi, si fa chiamare Mary. Viene definito il mostro Umehoshi dai vicini perché si veste da donna.
- Hana Tsukishima - Giovane ragazzo di campagna, dal cuore d'oro, ma dalla forza straordinaria. Durante la guerra dei primini ha dichiarato di volerne diventare il capo del Suzuran. Dopo aver vinto la guerra dei primini ed essere diventato uno dei giovani più forti della città, nel secondo anno diventa il capo indiscusso della scuola.
- Renji Muto - È uno dei ragazzi più forti e più saggi del Suzuran. Insieme a Takefumi Sakota fonda la banda di Hana (chiamata successivamente "Clan Hana").
- Takefumi Sakota - Conosciuto durante le scuole medie come "Il Dinosauro delle Kishi". È iscritto al Suzuran ed insieme a Renji Muto fonda la banda di Hana (chiamata successivamente "Clan Hana"). Quando Hana diventa il capo della scuola, Sakota assieme ad Astroboia diventano i più forti e temuti della scuola.
- Toranosuke Tominaga - Debole coi pugni, ma dal buon cuore. È iscritto al Suzuran. Grande amico di tutti quelli del "Clan Hana".
- Takumi Fujishiro - Ragazzo molto forte, ma misterioso. Dopo una lunga decisione accetta l'offerta del fronte armato e si schiera al fianco dell'amico Shogo Murata formando la settima generazione del fronte e diventandone il vice capo.

### Altri membri del "Clan Hana"
- Ikumi Yaita - Frequentava le medie Kawa di cui era il boss. Ha una strana rivalità-amicizia che dopo i primi volumi diventa grande amicizia con Sakota.
- Ken'ichi Ozaki - Frequentava le medie Ni. È il primo personaggio ad essere massacrato da Amachi.
- Katsuhiro Murakawa - Frequentava le medie Matsu. Dopo essere stato sconfitto da Hana nella guerra dei primini decide di ricominciare da 0, si rasa e si allea con Hana.
- Masaru Sawaguchi
- Ginji Nakamura - Kohai di Kurosawa ai tempi delle medie. Viene sconfitto da Daizen nella guerra dei primini, e dopo aver inutilmente chiesto di diventare il protetto di Kurosawa quest'ultimo lo indirizza verso Hana.
- Tsutomu Daizen - Soprannominato "Astroboia", è l'eterno rivale di Mitsunori succede ad Hana come vincitore della guerra dei primini al Suzuran. Dopo essere sconfitto da Hana decide di far parte del "Clan Hana" diventando dopo Hana assieme a Sakota il più forte e temuto della scuola.
- Yosuke Sajima -.Dopo Daizen, l'anno successivo che Hana è pronto per il diploma, sarà lui il vincitore della guerra dei primini. Entra nel clan di Hana portando con sé i più forti del primo anno.

### Personaggi importanti del Suzuran
- Guriko Hanaki - È un lupo solitario che non appartiene a nessuna banda. Conosciuto come il più forte della città e famoso in tutto il Giappone, è un donnaiolo.
- Kazumitsu Kurosawa - Non appartiene a nessuna banda, ma è il braccio destro di Guriko, molto saggio quanto molto forte
- Yoshikatsu Kanbe - Detto "Butcher", leader del clan omonimo (in seguito soprannominato "FBI - Fantastic Butcher Invincible").
- Saburo Hanazawa - Conosciuto come "Zetton" è stato il capo del Suzuran fino al diploma. Era l'uomo più forte dell'istituto e uno dei quattro imperatori di Taoru finché non è stato sconfitto da Guriko.
- Tokio Harada - Successore di Gunji è il capo della banda Harada.
- Hideyoshi Kato -Dopo Zetton, "Cane Rabbioso" Kato è il senpai più forte ed influente dell'istituto Suzuran, un classico lupo solitario.
- Takayuki Yonezaki - Altro senpi molto importante e come Hideyoshi non possiede una banda.
- Masanari Kobayashi - Fedele amico d'infanzia di Hideyoshi nonché suo braccio destro.
- Gunji Iwashiro - Capo della banda Iwashiro che verrà ceduta a Tokio poco prima del conseguimento del diploma.

### Istituto Housen
- Mitsuyoshi Tsukimoto - Il primo dei fratelli "Gekko". È il capo degli studenti del terzo anno dell'Housen.
- Mitsumasa Tsukimoto - Il secondo dei fratelli "Gekko". Molto forte nel combattimento, è il capo di tutto l'istituto Housen.
- Mitsunori Tsukimoto - Il terzo dei fratelli "Gekko". È il capo degli studenti del primo anno e eterno rivale di Tsutomu "Astroboia" Daizen
- King Joe - Capo dell'istituto Housen, abdica in favore di Mitsumasa. Personaggio molto forte e sicuro di sé, era uno dei quattro re della città insieme a Takeda, Hanazawa(Zetton) e Nakajima.
- Matsuo Daisuke - molto forte fisicamente, viene sconfitto da Hana nello scontro Suzuran contro Housen
- Yukyo Mikuni - Dopo Mitsunori, il nuovo arrivato diventa capo dei primini dell'Housen, molto forte in combattimento. Rivale di Sajima del Suzuran e di Todokin del Fronte Armato

### Istituto Rindow
- Hisashi Amachi - Battuto durante la guerra dei primini da Hana, ha abbandonato il Suzuran per iscriversi all'istituto Rindow. Il suo scopo è di controllare tutta la città e di vendicarsi di Hana e del Suzuran.Fonda una banda e affronta la banda di Hana fino ad uno scontro testa a testa all'ultimo sangue con Hana, viene sconfitto e decide di unirsi a lui, Shogo Murata, Mitsumasa Tsukimoto, Muneharu Maekawa, Naoki Sera e Asao Sakurada nello scontro finale con l'Impero Manji.
- Kuroiwa Kazushi - era il capo del Rindow prima di essere sconfitto da Amachi, attaccabrighe e violento, Kazushi si allea alla banda di Amachi ma viene sconfitto senza difficoltà da Ikumi Yaita
- Maezono Satoru - braccio destro di Kazushi, debole con i pugni ma molto abile nell'uso dei coltelli

### Altri membri della "Banda di Amachi"
- Zenmei Muroto - fortissimo nelle risse, che sfoggia una pettinatura con dreadlocks. Viene sconfitto da Guriko Hanaki
- Komei Muroto - fratello minore di Zenmei, molto forte nelle risse e molto temuto, viene sconfitto da Takefumi Sakota
- Kagawa "Gaga" Kazuya - Amico dei fratelli Muroto, molto forte e saggio, affronta Tsutomu Daizen(Astroboia) e viene sconfitto
- Daito Takashi - Saggio quanto forte, viene sconfitto da Renji Muto
- Ichigo e Ichie Naito - Due fratelli gemelli (anche se con pettinature diverse) molto forti in combattimento, Ichigo viene sconfitto da Guriko Hanaki e Ichie da Asao Sakurada.

### TFOA (The Front Of Armament)
- Takeda Kousei - Il capo della quinta generazione, uno dei quattro imperatori di Toaru assieme a Zetton del Suzuran, King Joe dell'Housen e Shinsuke dei Kurotaki. Abdica per motivi di salute in favore di Tessho Kawachi.

- Tessho Kawachi - Il capo della sesta generazione, muore in un incidente in moto
- Yoshimi Kiyohiro - Il vice capo della sesta generazione, dopo la morte di Tessho Kawachi ne prende il posto al comando.Abdica in favore di Shogo Murata
- Takeshi Nanba - sesta generazione e successivamente rimarrà anche nella settima, il più forte dell'intero fronte armato, di corporatura massiccia, fortissimo in combattimento. Porta una maschera che nasconde le labbra per una grave ustione da bambino. Era molto amico e di Tessho Kawachi ed è rimasto nel Fronte come "divinità prottettrice" per saldare un debito di gratitudine morale contratto nei confronti del suo defunto capo.

- Shogo Murata - Il capo della settima generazione, saggio e molto forte in combattimento
- Ichizen - settima generazione, molto forte fisicamente e in combattimento, viene arrestato per aver massacrato un padre che abusava del figlio, appena uscito affronta Hideo degli Emod
- Akira Nara - settima generazione, attaccabrighe e forte in combattimento
- Todokin - settima generazione, rivale di Mikuni dell'Housen e di Sajima del Fronte Armato, molto forte in combattimento

### Emod (Evil Moth of Dead)
- Muneharu Maekawa - Capo degli Emod, una banda della città di Anjo, è estremamente forte nel combattimento e riscuote un gran successo tra le ragazze.Diventa amico di Shogo Murata e si allea a lui per lo scontro finale con l'Imperto Manji.
- Hideo - molto forte in combattimento, affronta Ichizen venendo sconfitto e diventandone amico
- Shinobu - migliore amico di Hideo, molto forte in combattimento, affronta Akira Nara venendo sconfitto. Porta sempre una mascherina per nascondere una malformazione al labbro

### Impero Manji
La banda di Machida è la più numerosa e più forte del Giappone, composta da combattenti straordinari. Decidono di affrontare tutte le bande della città di Toaru, fino a decidere che i cinque più forti dell'Impero Manji devono affrontare in uno scontro uno contro uno i più forti di Toaru.
- Kouichi "Bisco"Ebisu- il più forte dell'Impero Manji e di tutta la città di Machida, dal carattere solitario decide di non esserne il capo. Dopo aver sconfitto senza difficoltà Shogo Murata, decide di partire per Toaru e affrontare Hana, che dopo un violento e lungo scontro riesce a sconfiggerlo.

- Masami Shibaki - Dopo Bisco, "Ercole Shibaki" è il più forte della banda, dotato di una forza straordinaria e di un'incredibile abilità nelle risse, viene sconfitto da Hana Tsukishima.
- Higuchi Shuuji - Il terzo più forte dell'Impero Manji, tonto e ingenuo ma estremamente forte nel combattimento, affronta Hisashi Amachi venendo sconfitto.
- Anan Yoshiki - Fortissimo nel combattimento, affronta Mitsumasa Tsukimoto venendo sconfitto.
- Nakano - Saggio e molto forte nel combattimento, dopo uno scontro alla pari con Naoki Sera riesce a sconfiggerlo.
- Inoue Tatsumi - Alto e forte nel combattimento, affronta Asao "Abo" Sakurada in un duro scontro riuscendo a vincere.
- Hiruma Yuushi - arrogante e attaccabrighe, molto forte nel combattimento, affronta Muneharu Maekawa venendo sconfitto.

### Altri personaggi
- Asao "Abo" Sakurada - piccolo di statura ma fortissimo nelle risse, ha sfidato ben tre volte Guriko Hanaki venendo sempre sconfitto ma dimostrando un grande coraggio. Decide di affrontare Hana e dopo essere stato sconfitto diventa suo amico, si allea ad Hana, Amachi, Murata, Maekawa e Sera per affrontare l'Impero Manji.
- Naoki Sera - capo dell'istituto Kawada, fortissimo nel combattimento tanto da aver pareggiato con Takefumi Sakota. Molto saggio oltre che forte, Sera partecipa allo scontro finale con l'Imperto Manji assieme ad Hana, Amachi, Murata, Abo e Maekawa.
- Ogawa Chiharu - dopo aver picchiato il capo della banda "Famiglia Zeni" perché spacciava droga, Chiharu scappo a Toaru sotto la protezione del "Fronte Armato". Dopo diversi scontri con diversi ragazzi forti della città, decide di sfidare Hana venendo sconfitto e diventandone amico.
- Nakajima Shinsuke - capo della banda "Kurotaki", molto forte in combattimento e uno dei quattro imperatori di Toaru. Lascia la città per motivi di lavoro.
- Sanmon Miyamoto - soprannominato "Razzo", stessa età di Sajima del Suzuran, Mikuni dell'Housen e di Todokin del Fronte Armato. Non partecipa alla guerra dei primini per noia facendo vincere Sajima. Lo affronterà dopo la guerra sconfiggendolo e dimostrando che tranne Hana nessuno sarà più in grado di dominare il Suzuran, che ci sarà sempre qualcuno che verrà da fuori più forte dell'attuale campione.

## Volumi
| Nº | Data di prima pubblicazione | Data di prima pubblicazione | Data di prima pubblicazione |
| Nº | Giapponese                  | Giapponese                  | Italiano                    |
| -- | --------------------------- | --------------------------- | --------------------------- |
| 1  | 30 maggio 2002              | ISBN 978-4-253-20217-6      | 30 giugno 2005              |
| 2  | 30 maggio 2002              | ISBN 978-4-253-20218-3      | 7 luglio 2005               |
| 3  | 3 ottobre 2002              | ISBN 978-4-253-20219-0      | 11 agosto 2005              |
| 4  | 9 gennaio 2003              | ISBN 978-4-253-20220-6      | 8 settembre 2005            |
| 5  | 1º maggio 2003              | ISBN 978-4-253-20221-3      | 6 ottobre 2005              |
| 6  | 4 settembre 2003            | ISBN 978-4-25-320222-0      | 4 novembre 2005             |
| 7  | 8 gennaio 2004              | ISBN 978-4-253-20223-7      | 7 settembre 2006            |
| 8  | 30 aprile 2004              | ISBN 978-4-253-20224-4      | 5 ottobre 2006              |
| 9  | 5 agosto 2004               | ISBN 978-4-253-20225-1      | 9 novembre 2006             |
| 10 | 9 dicembre 2004             | ISBN 978-4-253-20226-8      | 7 dicembre 2006             |
| 11 | 8 aprile 2005               | ISBN 978-4-253-20227-5      | 11 gennaio 2007             |
| 12 | 8 settembre 2005            | ISBN 978-4-253-20228-2      | 8 febbraio 2007             |
| 13 | 8 dicembre 2005             | ISBN 978-4-253-20229-9      | 6 dicembre 2007             |
| 14 | 7 aprile 2006               | ISBN 978-4-253-20230-5      | 3 aprile 2008               |
| 15 | 8 agosto 2006               | ISBN 978-4-253-20231-2      | 31 luglio 2008              |
| 16 | 8 dicembre 2006             | ISBN 978-4-253-20232-9      | 4 dicembre 2008             |
| 17 | 6 aprile 2007               | ISBN 978-4-253-20233-6      | 26 aprile 2009              |
| 18 | 8 agosto 2007               | ISBN 978-4-253-20234-3      | 30 agosto 2009              |
| 19 | 8 gennaio 2008              | ISBN 978-4-253-20235-0      | 28 febbraio 2010            |
| 20 | 8 maggio 2008               | ISBN 978-4-253-20236-7      | 27 giugno 2010              |
| 21 | 8 ottobre 2008              | ISBN 978-4-253-20237-4      | 17 ottobre 2010             |
| 22 | 6 febbraio 2009             | ISBN 978-4-253-20238-1      | 6 febbraio 2011             |
| 23 | 8 febbraio 2010             | ISBN 978-4-253-20239-8      | 29 ottobre 2011             |
| 24 | 8 giugno 2010               | ISBN 978-4-253-20240-4      | 28 gennaio 2012             |
| 25 | 6 novembre 2010             | ISBN 978-4-253-21615-9      | 28 aprile 2012              |
| 26 | 6 aprile 2011               | ISBN 978-4-253-21616-6      | 7 luglio 2012               |
| 27 | 6 agosto 2011               | ISBN 978-4-253-21617-3      | 20 ottobre 2012             |
| 28 | 6 gennaio 2012              | ISBN 978-4-253-21618-0      | 19 gennaio 2013             |
| 29 | 8 maggio 2012               | ISBN 978-4-253-21619-7      | 20 aprile 2013              |
| 30 | 5 ottobre 2012              | ISBN 978-4-253-21620-3      | 10 agosto 2013              |
| 31 | 8 febbraio 2013             | ISBN 978-4-253-21621-0      | 12 ottobre 2013             |
| 32 | 7 giugno 2013               | ISBN 978-4-253-21622-7      | 13 dicembre 2013            |
| 33 | 6 dicembre 2013             | ISBN 978-4-253-21623-4      | 10 maggio 2014              |